# الفرع الراحي الغائر للشريان الزندي
الفرع الراحي الغائر للشريان الزندي (بالإنجليزية: Deep palmar branch of ulnar artery)‏‏ هو شريان يتفرعُ من شريان زندي.

## فروعه
يخرجُ منه الفروع التالية:
- قوس راحية عميقة